# 羅漢郭家祠堂
羅漢郭家祠堂位於四川省瀘州市龍馬潭區，文物遺址年代判定為民國。2012年7月16日公佈為第八批四川省文物保護單位。
羅漢郭家祠堂又名郭公蔭堂支祠，位於四川省瀘州市龍馬潭區羅漢鎮高壩村下曾山，建於民固，坐北向南，三進院建築，郭公蔭堂本祠在瀘縣兆雅。該祠為國民革命軍第五十六軍郭昌明軍長家祠。現存郭家祠堂正廳面闊6間31米，進深1問4米；左右廂房面闊6柱5開間，通長19.7米，進深1問3.2米。土木結構穿鬥式建築，小青瓦房頂；素面台基，垂帶式踏道。該建築是當地民國時期不多見的木構建築。其戲樓雕刻技藝精湛，內涵豐富，有很高的藝術和研究價值。